# Jan Jonsson
Jan Jonsson (* 22. September 1952 in Bräcke; † 11. November 2021) war ein schwedischer Generalleutnant.

## Leben
Johnsson wurde ab 1970 in Ljungbyhed zum Militärpiloten ausgebildet und nach der Ausbildung als Leutnant zum Verband F20 nach Uppsala versetzt, wo er die Muster Saab 32 und Saab 37 flog. Danach war er Leiter der taktischen Erprobung des neuen Musters Saab 39 in Linköping, bevor er am 1. Juli 1998 zum Befehlshaber der Luftwaffe ernannt wurde. Im Jahr 2000 wechselte er als Chef für operative Einheiten ins Hauptquartier der Streitkräfte nach Stockholm, wo er bis 2004 Dienst tat.